# کارلوس مارتین
کارلوس مارتین (انگلیسی: Carlos Martín؛ زادهٔ ۲۲ آوریل ۲۰۰۲) بازیکن فوتبال اهل اسپانیا است که در حال حاضر به عنوان مهاجم برای باشگاه فوتبال اتلتیکو مادرید و اتلتیکو مادرید بی به میدان می‌رود.

## دوران حرفه‌ای
مارتین در سال ۲۰۰۸ به آکادمی جوانان اتلتیکو مادرید پیوست و در تابستان ۲۰۲۱ تمرینات خود را با تیم اصلی خود آغاز کرد. او اولین بازی خود را برای بزرگسالان اتلتیکو در لا لیگا در برد ۱–۰ مقابل باشگاه فوتبال اوساسونا در ۲۰ نوامبر ۲۰۲۱ انجام داد و در دقیقه ۸۵ وارد زمین شد.